# 덴마크의 마천루 목록
이것은 덴마크의 마천루 목록이다. 75 m (246 ft) 이상의 모든 마천루가 나열된다.

## 완공된 마천루
| 순위 | 이름                                | 완공 연도 | 높이             | 위치           | 비고 | 사진 |
| ---- | ----------------------------------- | --------- | ---------------- | -------------- | --- | ---- |
| 1    | 허레브 병원                         | 1976      | 120 m (394 ft)   | 허레브         | 덴마크에서 가장 높은 마천루로 세계에서 8번째로 큰 현대 병원이다.                                                     |      |
| 2    | 크리스티안스보르 성                 | 1928      | 106 m (348 ft)   | 코펜하겐       | 덴마크 의회, 총리실 및 대법원이 있다.                                                                                |      |
| 3    | 코펜하겐 시청사                     | 1905      | 105.6 m (346 ft) | 코펜하겐       | 시청사 |      |
| 4    | 도무스 비스타                       | 1969      | 102 m (335 ft)   | 프레데릭스베르 | 덴마크에서 가장 높은 주거용 마천루이다.                                                                              |      |
| 5    | 보허스 탄                           | 2016      | 100 m (328 ft)   | 코펜하겐       | 22층 상층 : 주거. 하부층 : UCC 캠퍼스 칼스버그의 일부                                                                |      |
| 6    | 오르후스 대성당                     | 1300      | 96 m (315 ft)    | 오르후스       | 오르후스의 성당이다. 도시에서 가장 높은 마천루이다. 덴마크에서 가장 높은 교회다.                                     |      |
| 7    | 성 니콜라스 교회                    | 1591/1912 | 94 m (308 ft)    | 코펜하겐       | 이전 교회는 이제 전시 마천루로 사용되었다.                                                                           |      |
| 7    | 오르후스 시티 타워                  | 2010      | 94 m (308 ft)    | 오르후스       | 2개의 꼭대기 층에 호텔, 사무실 및 주인 아파트가 들어있는 모더니스트 스타일의 마천루이다.                             |      |
| 9    | 우리 구세주 교회                    | 1752      | 91 m (299 ft)    | 코펜하겐       | 이전 교회는 이제 전시 마천루로 사용되었다.                                                                           |      |
| 10   | 홀리 고스트 교회                    | 1409      | 91 m (299 ft)    | 코펜하겐       | 교구 교회. |      |
| 11   | 칼스버그 그룹 헤드쿼터스            | 1962/1997 | 88 m (289 ft)    | 코펜하겐       | 코펜하겐에서 가장 높은 마천루이다. 원래는 격납고로 지어졌고 나중에 사무소로 전환되었다. 칼스버그 그룹의 국제 본부다. |      |
| 12   | 래디슨 블루 스칸디나비아 호텔       | 1973      | 86 m (282 ft)    | 코펜하겐       | 덴마크에서 가장 높은 현대적인 호텔이다.                                                                              |      |
| 13   | 크라운 플라자 코펜하겐 타워         | 2009      | 85 m (279 ft)    | 코펜하겐       | 완공되어 스칸디나비아에서 가장 높은 태양광 발전 시스템을 포함 그리고 완공되었다.                                     |      |
| 13   | 코펜하겐 타워 - 노스 타워           | 2015      | 85 m (279 ft)    | 코펜하겐       | 완공되어 스칸디나비아에서 가장 높은 태양광 발전 시스템을 포함 그리고 완공되었다.                                     |      |
| 15   | 프레데릭 교회                       | 1894      | 80 m (262 ft)    | 코펜하겐       | 18세기 중반 프레데릭스데덴의 일부로 시작되었지만 1894년까지 수정된 디자인으로 완공되지 않은 공사다.                  |      |
| 15   | 페링 인터네셔널 센터                | 2002      | 80 m (262 ft)    | 코펜하겐       | 페링 제약의 국제 본부                                                                                                |      |
| 17   | 세이트 피터 교회                    | 1757      | 78 m (256 ft)    | 코펜하겐       | 독일 교회를 위한 교회                                                                                                |      |
| 18   | AC 호텔 벨라 스카이 코펜하겐 타워 1 | 2011      | 76.5 m (251 ft)  | 코펜하겐       | 반대 방향으로 15° 기울어 진 두 개의 타워 중 하나다. 즉, 각 타워는 밑면에서 위쪽으로 20m 기울어져 있다.               |      |
| 18   | AC 호텔 벨라 스카이 코펜하겐 타워 2 | 2011      | 76.5 m (251 ft)  | 코펜하겐       | 구름다리 꼭대기 층에서 타워 1이 타워를 연결한다.                                                                     |      |
| 20   | 리그스호스피탈엣                    | 1970      | 75 m (246 ft)    | 코펜하겐       | 확장 리프트 타워와 함께 헬리콥터가 2007년 본관 위에 설치되어 마천루의 총 높이가 5미터 증가했다.                      |      |
| 20   | 세레스 파노라마                     | 1970      | 75 m (246 ft)    | 오르후스       | 세레스벤 지역의 주거용 마천루                                                                                        |      |
| 20   | 머스크 타워                         | 2017      | 75 m (246 ft)    | 코펜하겐       | |      |

## 공사중 또는 제안된 마천루
| 이름                         | 완공 연도 | 높이           | 위치     | 비고                             |
| ---------------------------- | --------- | -------------- | -------- | -------------------------------- |
| 업타운 노드 레브로           | 2018      | 100 m (328 ft) | 코펜하겐 | 30층; 뇌어보 지구에 건설 중이다. |
| AU 아트 앤 비즈니스 빌딩     | 2018      | 80 m (262 ft)  | 오르후스 | 오르후스 대학교 예술 학부 마천루 |
| 바이포르켄                   | 2018      | 75 m (246 ft)  | 오르후스 | 트일스트 교외에 있는 주거 마천루 |
| 프레데릭스 플레이드 (타워 F) | 2017      | 81 m (266 ft)  | 오르후스 | 인드레 바이에 있는 주거 마천루   |

## 같이 보기
- 스칸디나비아의 마천루 목록
- 유럽의 마천루 목록